# Палеотип
Палеотип (греч. παλαιóς — древний и τύπος — оттиск), post-incunabula — условное название европейских печатных книг, изданных с 1 января 1501 года до 1 января 1551 года.
Включают и книги кириллического шрифта. Всего сохранилось около 70 палеотипов, напечатанных кириллицей.
Для названного периода характерно уменьшение среднего формата изданий, в том числе благодаря появлению формата ин-октаво.
По своему содержанию и оформлению палеотипы довольно разнообразны.
Являются объектом коллекционирования и научного изучения.
К наиболее ценным палеотипам относятся следующие книги:
- «Вергилий» (сочинения), изданная Альдом Мануцием в Венеции в 1501 году;
- «О божественной пропорции» Луки Пачоли, изданная Паганино ди Паганини в Венеции в 1509 году;
- «Описание растений» Леонарда Фукса, изданная Мишелем Изинрином в Базеле в 1542 году;
- «О строении человеческого тела» Андреаса Везалия, изданная Иоганном Опорином в Базеле в 1543 году;
- перевод Корана на латынь (с предисловием Лютера и Меланхтона), изданный по редакцией Теодора Библиандра в Базеле в типографии Иоганна Опорина в 1543 году (переиздан там же в 1550 году).